# Karel Adriaan Steenbrink

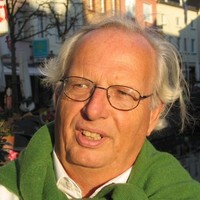
Karel A. Steenbrink

Karel Adriaan Steenbrink (Breda, 16 januari 1942 - Utrecht, 22 augustus 2021) was een Nederlandse islamoloog en theoloog, die zich aanvankelijk verdiepte in de Indonesische islam.

## Biografie
Geboren in Breda op 16 januari 1942 als het tiende kind van Henricus Franciscus Steenbrink en Carolina Johanna van Vliet, groeide hij op in een rooms-katholiek milieu. In 1951 verhuisde de familie naar 's-Hertogenbosch. In 1954 ging hij naar het Missiehuis Pater Damiaan in Sint-Oedenrode. Dat was een kleinseminarie van de Congregatie van de Heilige Harten van Jezus en Maria. De congregatie staat ook bekend als Picpus naar de rue de Picpus in Parijs waar het centrum van deze organisatie was gevestigd. Het voorbeeld van Pater Damiaan deed Steenbrink voor dit kleinseminarie kiezen. Hij vervolgde zijn opleiding aan het Philosophicum in Valkenberg in Limburg. Op 15 september 1961 trad hij daadwerkelijk tot de congregatie toe. In januari 1970 behaalde hij zijn doctoraal examen aan de Katholieke Universiteit van Nijmegen, tegenwoordig de Radboud Universiteit. 
In maart 1970 vertrok hij naar Java in Indonesië om daar onderzoek te doen naar de pesantrens, islamitische kostscholen waar de leerlingen middelbaar schoolonderwijs krijgen en onder leiding van een kyai worden opgeleid in de islamitische rechtsleer en theologie. Hoewel katholiek, werd hij toch als leerling aangenomen in de pesantren van Gontor geleid door Kyai Haji Zarkasji. Op 26 juni 1974 promoveerde hij aan de Katholieke Universiteit Nijmegen bij professor Arnulf Camps op het proefschrift Pesantren, madrasah, sekolah: Recente ontwikkelingen in Indonesisch islamonderricht (Meppel: Krips Repro 1974).
Ondertussen was hij na zijn terugkeer in 1971 naar Nederland  op 28 december 1972 getrouwd met Paule Maas, bij wie hij twee kinderen kreeg. Hij werkte in die tijd als godsdienstleraar op het Bisschop Bekkers College in Eindhoven. Op 14 september 1974 verliet hij officieel de Congregatie van de Heilige Harten van Jezus en Maria. 
In juni 1979 werd hij in Leiden coördinator voor een buitenlandse cursus van negen docenten aan Indonesische Staatsinstituten voor Islamwetenschappen. Op instigatie van professor Mukti Ali kwamen zij kennis maken met de westerse godsdienstwetenschap. Na verloop van tijd zijn vijf van deze docenten gepromoveerd bij een gemengd Indonesisch-Nederlands begeleidingsteam. 
In 1981 werd hij gevraagd hoogleraar te worden aan het Instituut Agama Islam Negeri (IAIN – Staatsinstituut voor de Islam) 'Syarif Hidayatullah' in Jakarta in Indonesië. Hij gaf onderwijs in de westerse godsdienstwetenschap, de geschiedenis en ontwikkeling van het christendom en de westerse uitleg van de Koran. In 1983 keerde hij weer terug naar Nederland om in Leiden een cursus van een jaar aan Indonesische studenten te geven.
Een jaar later, in 1984, ging Steenbrink opnieuw naar Indonesië. Nu werd hij hoogleraar aan de IAIN 'Sunan Kalijaga' in Yogyakarta. In deze periode bouwde hij goede relaties op met vooraanstaande Indonesische moslims, onder wie professor Mukti Ali, die later minister van godsdienstzaken werd. Verder publiceerde hij toen zijn meest verkochte boek, Beberapa Aspek tentang Islam di Indonesia abad ke-19, een geschiedenis van de Indonesische islam in de 19de eeuw. Maar in 1988 keerde hij weer terug naar Nederland. Zijn gezin was al een jaar eerder naar de lage landen teruggegaan. Zij gingen wonen in Leiden, waar Steenbrink stafmedewerker werd aan een instituut dat INIS heette en verantwoordelijk was voor de samenwerking tussen Nederland en Indonesië op het gebied van islamstudies.
In 1989 werd hij als adjunct-directeur benoemd aan het Interuniversitair Instituut voor Missiologie en Oecumenica (IIMO). Na de verhuizing van de Leidse afdeling van dit instituut naar Utrecht, verhuisde Steenbrink met zijn vrouw naar Utrecht, de stad, waar zij nog altijd wonen. In 2004 werd Steenbrink directeur van het IIMO als opvolger van professor Anton Houtepen. Hijzelf werd nu ook hoogleraar interculturele theologie aan de Subfaculteit Theologie van de Universiteit Utrecht.
Tijdens zijn werk aan het IIMO gaf Steenbrink veel college aan verschillende Nederlandse universiteiten en andere academische instituten. Hij raakte nauw betrokken bij de dialoog tussen moslims en christenen en zette zich in om tussen deze twee religieuze gemeenschappen goede relaties te ontwikkelen. Verder maakte hij uitgebreid studie van de Koran. Zijn publicaties richtten zich op vele onderwerpen, maar in dit verband moeten vooral zijn Jezusverzen in de Koran worden genoemd, dat hij publiceerde in 2006, en Een kleine koran. Praktische hulp bij het lezen van de koran aan de hand van de tweede soera, dat hij in 2011 het licht deed zien, samen met de Nederlandse islamologe Gé M. Speelman. Een van de belangrijkste werkzaamheden aan het IIMO was zijn jarenlange hoofdredacteurschap van het academisch tijdschrift Exchange over missiologie, oecumenica en interreligieuze dialoog. In de eerste decennia publiceerde Exchange ook veel artikelen over de relatie tussen zending en missie en ontwikkelingswerk.
Ondertussen ontwikkelde hij zich ook tot een belangrijk kerkhistoricus, want tussen 2003 en 2015 schreef hij een trilogie onder de titel Catholics in Indonesia, 1808-2010.
Typerend voor Steenbrinks positie was zijn zoeken naar de overeenkomsten tussen Jodendom, christendom en islam. Daarbij liet hij zich inspireren door de verklaring Nostra Aetate, die in 1965 was aangenomen op het Tweede Vaticaans Concilie. Maar die tekst was voor hem vooral een startpunt. Zelf ging hij geleidelijk aan steeds stapjes verder. 
In december 2006 ging Steenbrink met emeritaat. Maar ook daarna bleef hij nog vele jaren actief. Hij gaf nog steeds les vooral aan de HOVO-cursussen. HOVO = Hoger Onderwijs voor Ouderen. Daarnaast publiceerde hij nog verschillende boeken en artikelen.
Op 22 augustus 2021 is hij in Utrecht overleden.

## Voornaamste publicaties
- Pesantren, madrasah, sekolah: Recente ontwikkelingen in Indonesisch islamonderricht (Meppel: Krips Repro 1974).
- Beberapa Aspek tentang Islam di Indonesia abad ke-19 (Enkele aspecten betreffende de islam in Indonesië in de 19de eeuw) (Jakarta: Bulan Bintang 1984).
- De Jezusverzen in de Koran (Zoetermeer: Meinema 2006).
- Samen met Gé M. Speelman, Een kleine koran. Praktische hulp bij het lezen van de koran aan de hand van de tweede soera (Gorinchem: Narratio 2011).
- Catholics in Indonesia, drie delen: 1 en 2. Catholics in Indonesia, 1808-1945, 3. Catholics in Independent Indonesia, 1945-2010 (Leiden: KITLV/Brill 2003, 2007 en 2015)

- Bibsys: 8062095
- Bibliothèque nationale de France: cb128201355 (data)
- CiNii: DA07925179
- Gemeinsame Normdatei: 132881608
- International Standard Name Identifier: 0000 0000 8372 3714
- Library of Congress Control Number: n85222866
- Nationale Bibliotheek van Tsjechië: jx20070308009
- Nationale bibliotheek van Australië: 35858280
- Nationale Bibliotheek van Israël: 987007268396105171
- Nederlandse Thesaurus van Auteursnamen: 071855289
- Système universitaire de documentation: 130276820
- Virtual International Authority File: 35629141